# Rogem Hiri

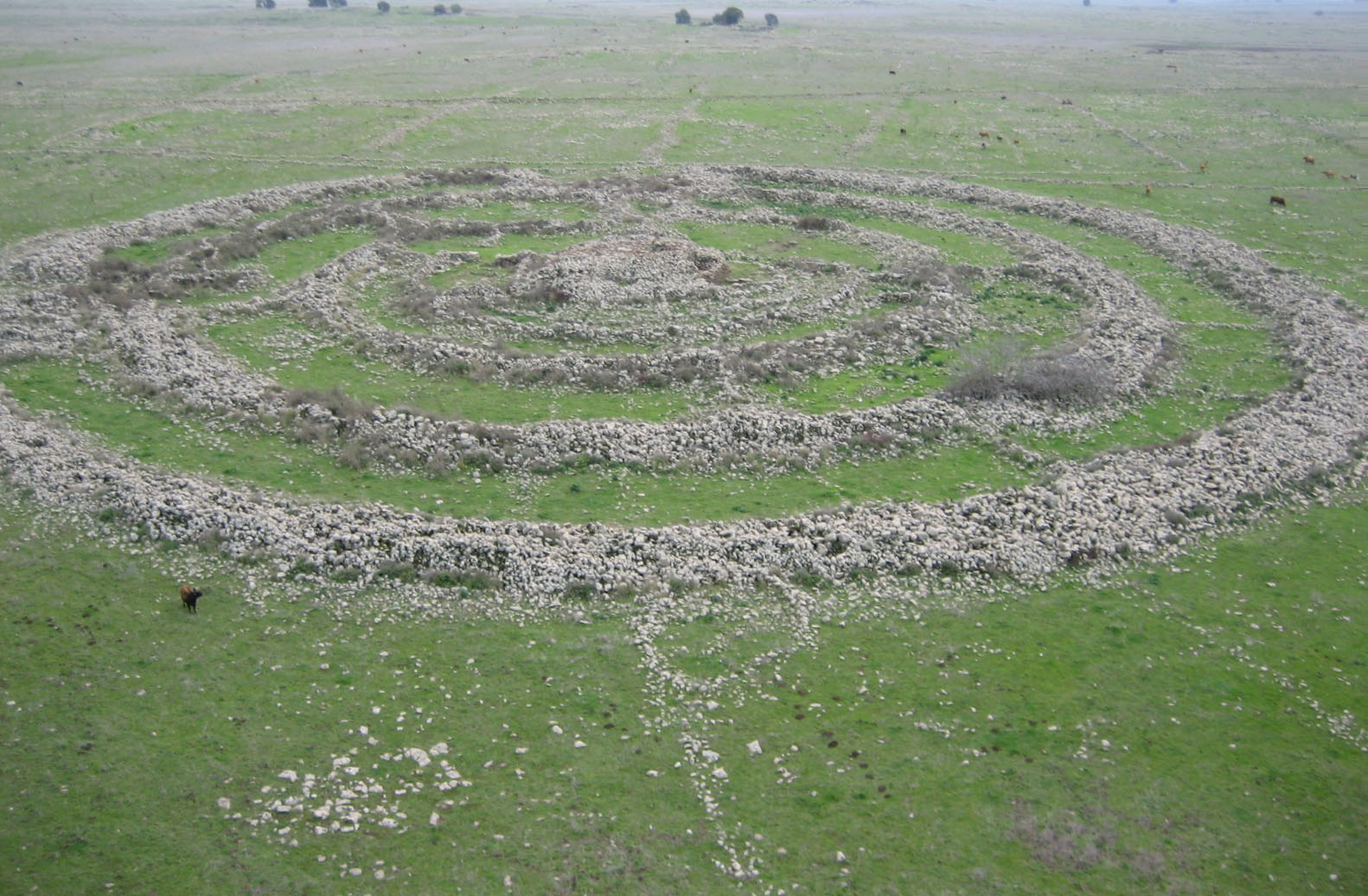
Rogem Hiri

Rogem Hiri, arabsky Rudžm el-Hiri (kamenný val divoké kočky), hebrejsky Gilgal Refajim (kolo obrů), je archeologická lokalita na Golanských výšinách okupovaných Izraelem. Má podobu mohyly obklopené čtyřmi soustřednými kruhy z více než čtyřiceti tisíc čedičových kamenů, největší kruh má průměr 156 metrů. V okolí hlavní stavby se porůznu nachází množství dolmenů. Kamenné valy byly objeveny na základě leteckých snímků za šestidenní války, vykopávky zde prováděl v osmdesátých letech 20. století izraelský vědec Moše Kochavi.
Vznik této megalitické památky je odhadován na počátek 3. tisíciletí př. n. l. (doba bronzová). Pro svůj dosud neobjasněný účel bývá stavba přirovnávána ke Stonehenge: podle různých domněnek sloužila jako pohřebiště (podobné zoroastriánským věžím mlčení), pevnost, observatoř nebo svatyně. Bývá spojována s kultem bohyně Ištar i s národem obrů Refajim, zmiňovaným ve Starém zákoně.